# Tök (település)
Tök község Pest vármegye nyugati határa közelében, a Budakeszi járásban, a budapesti agglomerációban, a Budai-hegység és a Gerecse között elterülő Zsámbéki-medencében. A település központján áthalad az 1-es főutat, illetve az M1-es autópályát a 10-es főúttal összekötő 102-es főút. A Budai-hegység lélekszám szempontjából legkisebb települései közé tartozik; különlegessége még a környező településekkel összevetve az is, hogy nagyon kevés kivételtől eltekintve csak magyar nemzetiségű és református lakói vannak. A Budai-hegység egyik legjobb bortermő települése, a hosszú időkre visszatekintő helyi szőlész-borász hagyományokról a település szinte minden részén megtalálható, gyakran már muzeális jellegű, de ma is használatban tartott pincék árulkodnak.

## Fekvése

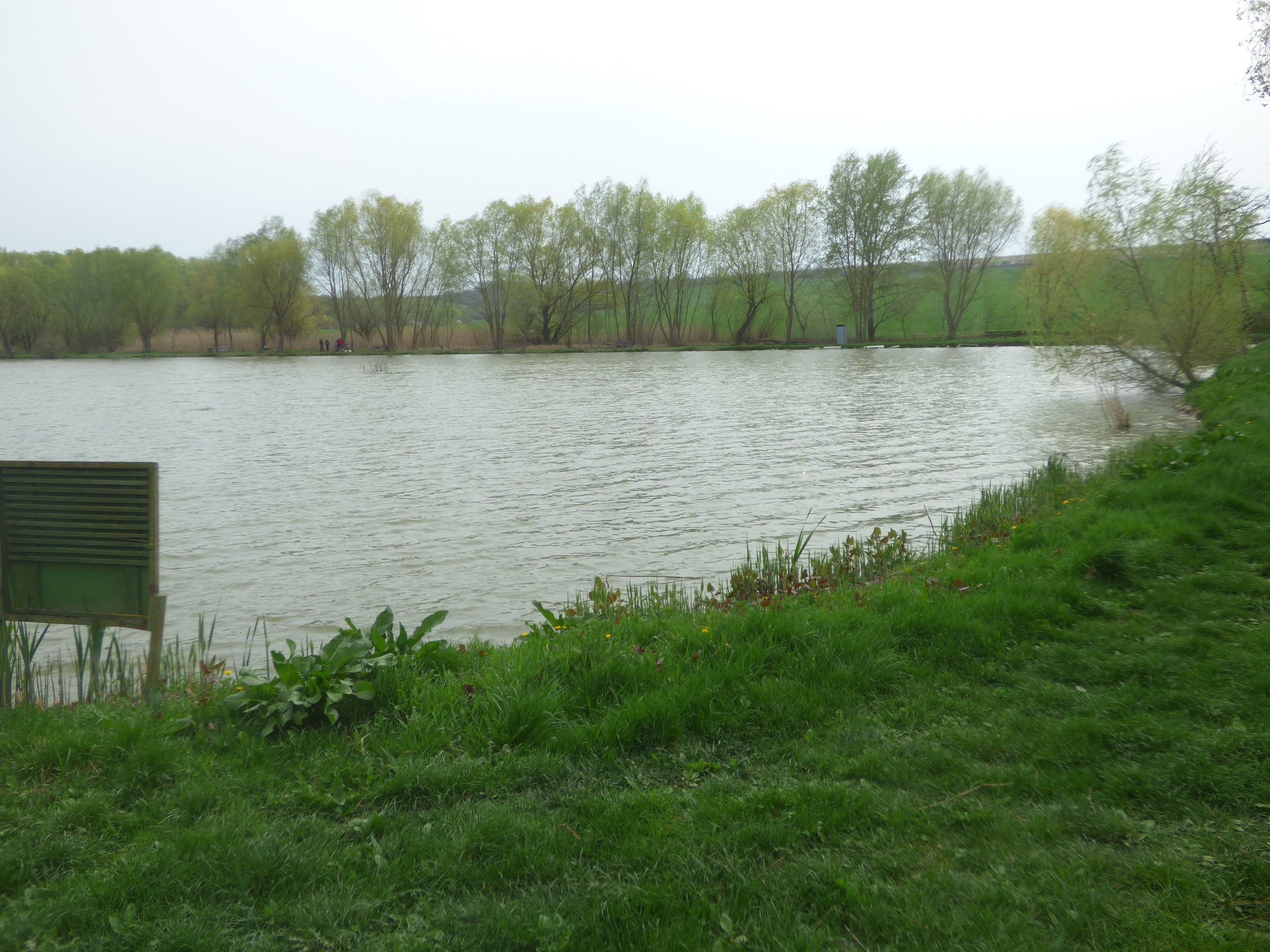
Anyácsai-tó

Pest vármegye nyugati részén, Budapesttől 30 kilométerre nyugatra, a Zsámbéki-medence területén, Zsámbék mellett, attól 2 kilométerre északra található (illetve vele délnyugati irányból gyakorlatilag összeépült) település. A budapesti Óbudai-szigettel nagyjából megegyező földrajzi szélességen helyezkedik el, Komárom-Esztergom vármegye határán.
Közigazgatási területe hosszan elnyúlik északnyugat-délkeleti irányban. Legnyugatibb pontja a faluközponttól mintegy 2-2,5 kilométerre északnyugati irányban elterülő Anyácsai-tónál található, alig pár száz méterre a vármegye (már Zsámbék területére eső) legnyugatibb pontjától. Délkeleti irányban a közigazgatási terület mintegy 6-7 kilométerre nyúlik el a település központjától, déli határvonala mintegy 2 kilométer hosszban a Zsámbékot Páttyal összekötő országúttal esik egybe, legdélebbi pontja pedig alig pár száz méterre található Páty utolsó házaitól.
Külterületei szinte kivétel nélkül mező-, szőlő- vagy erdőgazdasági művelés alatt álló területek. Különálló külterületi településrésze a központtól mintegy 3-4 kilométerre északnyugatra fekvő Anyácsapuszta – amely a második világháború végéig a Darányi család főúri birtoka volt, és még a 20. század utolsó éveiben is száz fő körüli lakossága volt, jelenleg azonban már leginkább lovasturisztikai vállalkozások telephelyei találhatók ott –, valamint a központtól kb. 5 kilométerre délkeletre, a pátyi határ közelében található Újmajor, ahol további családi házak, illetve mezőgazdasági és ipari vállalkozások telephelyei sorakoznak.
Szomszédos községek Pest vármegyében: Perbál, Budajenő, Telki, Páty és Zsámbék, Komárom-Esztergom vármegyében Szomor és Máriahalom. A közvetlenül nem határos települések közül a környezőek közé tartozik Tinnye, Budakeszi (járási székhely), Biatorbágy, Herceghalom, Gyermely és Úny.

## Vízrajza
A település területén eredő vízfolyások jobbára a Békás-patakba folynak, csakúgy, mint a Budajenő területén eredő és Tök központjától északkeletre beletorkolló Budajenői-patak is; a Békás innen dél felé vezeti el a térség vizeit, majd Biatorbágytól Benta-patak néven halad a Dunáig, melyet Százhalombatta mellett ér el. A község közvetlen közelében, zsámbéki területen eredő, majd egy rövid szakaszon a két település határvonalát képező Bajna-Epöli-vízfolyás azonban már észak-északnyugat felé folyik, Sárisápnál éri el az Únyi-patakot, amely pedig mintegy 80 folyamkilométerrel feljebb, Tokod térségében ömlik bele a Dunába.

## Közlekedés
A település az 1-es és a 10-es út között fekszik a 102-es úton. (2013 előtt az út az 1104-es útszámozást viselte.) Ezen kívül a budapesti Szépilonánál elágazó Budakeszi útról is megközelíthető két irányban:
- Budakeszi központjában jobbra elfordulva az 1103-as úton Telkin, Budajenőn és Perbálon keresztül, illetve
- Budakeszin végighajtva, majd tovább az 1102-es úton Páty és Zsámbék érintésével. (Ez utóbbi út egy szakaszán érinti is Tök közigazgatási területét, illetve Újmajor településrész csak ezen az útvonalon érhető el.)

Perbál 3, Tinnye 7, Piliscsaba és Pilisjászfalu 12, Budajenő 9, Telki 11, Biatorbágy 17,5, Herceghalom 10, Mány 12, Bicske 14,5, Páty 10, Budakeszi 18 kilométer távolságra található.
A községnek vasútállomása nincs, legközelebb a 1-es vasútvonal herceghalmi állomása található, nagyjából 10 kilométer távolságra a községtől.
A községen több buszjárat, így a Budapest-Perbál-Zsámbék útvonalon közlekedő 789-es (Pátyot is érintve) és 795-ös, valamint a Kelenföld vasútállomástól induló 774-es (csak egyes indulásai), 798-as és 799-es busz is áthalad.
Szombatra és vasárnapra virradó éjszakákon 922B jelzéssel is közlekedik autóbusz Budapest – Budakeszi – Páty útirányon át Zsámbékra, a viszonylat Tökön azonban csak Zsámbék felé halad át, a főváros irányú utazás ekkor közvetetten, a Zsámbékról visszainduló busszal lehetséges. Az autóbuszok a főváros felé indulva megállnak az 1102-es úton Újmajort is érintve, azonban a megálló távol esik Tök központjától.

## Története

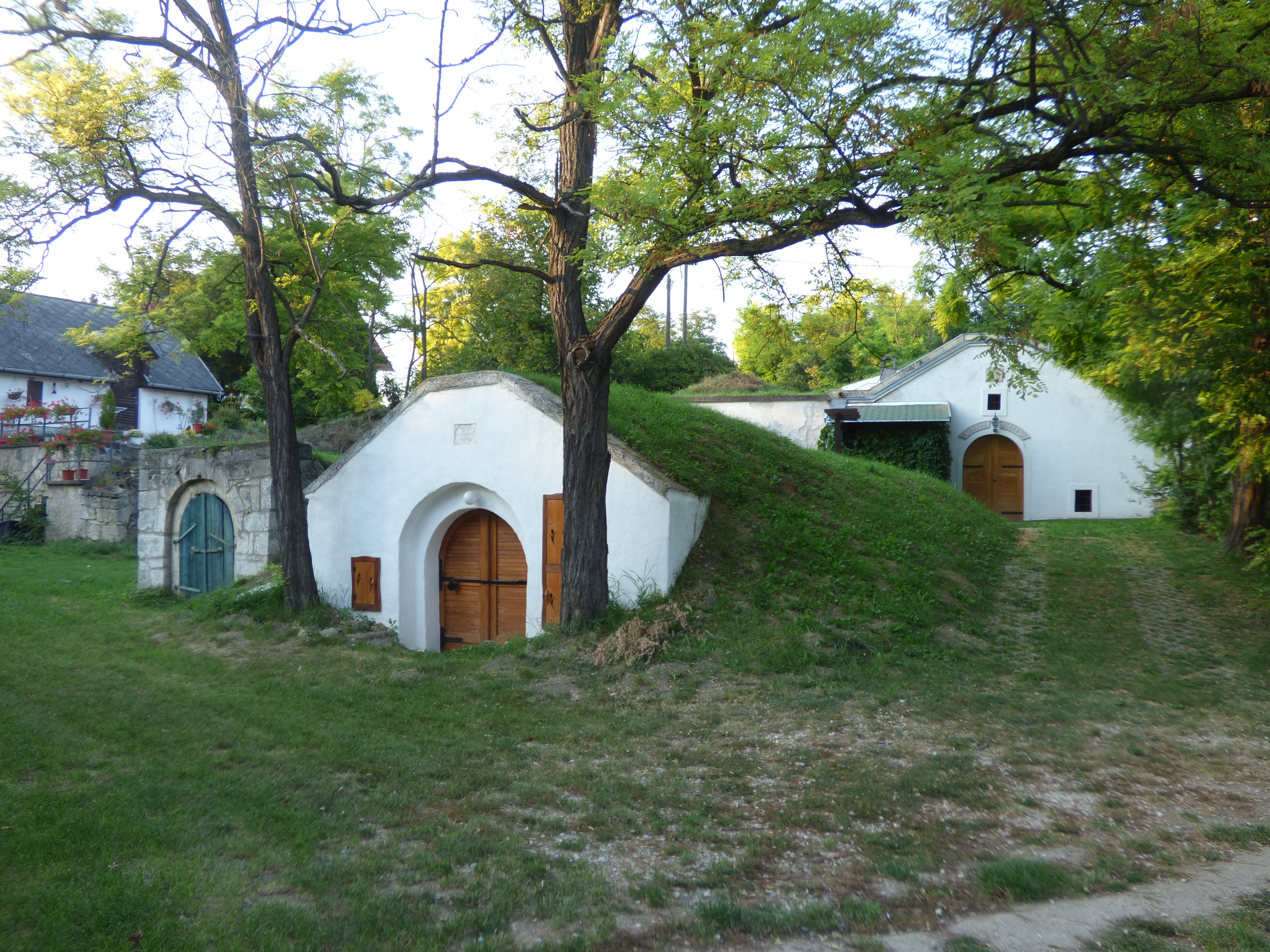
A töki pincefalu

A település és környéke az itt talált leletek szerint már a római korban is lakott hely volt. A település központjától délkeletre található Rossz-tónál még ma is látható a kétlyukú, rómaiak által épített híd, és az általuk duzzasztott tó gátmaradványai. Ezen a hídon haladt át a „Nagy út"-nak nevezett római út, melynek egyes szakaszain a kőburkolat még ma is látható.
Az első ismert okleveles említés, amelyben a község neve beazonosíthatónak tűnik, 1278-ból származik: a kérdéses latin nyelvű oklevélben IV. László király 1278. február 21-én, a somogyi konvent korábbi oklevelét módosítva Illyei Ipolit fiai (Ugrin, Miklós, Bálint és Ipolit) részére adományoz egy „Fonou” nevű pusztaföldet, az okirat keltezésén pedig a „villa Tek” helységnév olvasható. Említi a települést, „Thewk” alakban 1467-ben a Pécsváradi Konvent okirata, majd 1490-ből azonos írásmóddal egy II. Ulászló által kiadott oklevél is, mely a Mátyás halála után Corvin Jánosnak adományozott birtokok közt említi a falut.
Később a török kori adójegyzékekben is gyakran szerepelt a falu neve, mint a budai szandzsákhoz tartozó települések egyike. A török megszállást sikerült átvészelnie – feltehető, hogy komolyabb veszedelmek idején a lakosok a Nyakas-hegylábainál sűrűn sorakozó pincékben találtak rejtekhelyet –, így 1690-ben az egész pilisi járás második legnépesebb települése volt. Tök lakossága 1621 óta folyamatosan a református keresztény vallást gyakorolja, és a lakosok az eltelt évszázadok alatt is végig reformátusok maradtak, leszámítva néhány ide költözött, katolikus vallású muzsikus cigány családot és leszármazottaikat. A település lélekszáma az utóbbi 200 évben alig változott.
Tök település szőlő- és borkultúrája évszázadok óta híres, a szőlőhegy öreg pincéi és pincesora érdekes látnivaló ma is. Itt működik, a település legnagyobb borászataként a Nyakas Pince, amely a Zsámbéki-medence és az Etyek–Budai borvidék egyik legjelentősebb szőlő- és borgazdasága is egyben, valamint a borvidék új színfoltjaként egyre sikeresebbé váló Cardium Borház. 

## Nevének eredete
Tök település nevének eredete nem teljesen tisztázott, de feltehetőleg nem függ össze a tök nevű növénnyel. Valószínű, hogy régebben a település nevét hosszú ő-vel, „Tők” formában ejtették, erre utalhat az is, hogy az idegen (főként latin és német) nyelvű átiratok változatos formában próbálták rögzíteni a név közepén  lévő magánhangzót. A településnév néhány történelmi írásmódja a teljesség igénye nélkül: villa Tek, Toki Falv, Thek, Thewk, Possessiones Thewk, Tseckh, Tőckh, Tök, Töke, Tőkh, Teök, Tők, Tökk.

## Népesség
A település népességének változása:
| Lakosok száma | 1338 | 1314 | 1317 | 1336 | 1392 | 1470 | 1546 |
|               | 2013 | 2014 | 2018 | 2021 | 2022 | 2023 | 2024 |

A 2011-es népszámlálás során a lakosok 80,8%-a magyarnak, 2,2% cigánynak, 1,5% németnek, 0,4% románnak, 0,4% szlováknak mondta magát (19,2% nem nyilatkozott; a kettős identitások miatt a végösszeg nagyobb lehet 100%-nál). A vallási megoszlás a következő volt: római katolikus 24%, református 31,5%, evangélikus 1%, görögkatolikus 0,3%, felekezeten kívüli 14,8% (27% nem nyilatkozott).
2022-ben a lakosság 81,6%-a vallotta magát magyarnak, 1,8% németnek, 0,6% cigánynak, 0,4% románnak, 0,3% szlováknak, 0,2% ruszinnak, 0,1-0,1% görögnek, ukránnak, szlovénnek és örménynek, 3,9% egyéb, nem hazai nemzetiségűnek (18,2% nem nyilatkozott; a kettős identitások miatt a végösszeg nagyobb lehet 100%-nál). Vallásuk szerint 21,8% volt református, 18,9% római katolikus, 0,9% evangélikus, 0,9% görög katolikus, 0,1% izraelita, 0,8% egyéb keresztény, 0,9% egyéb katolikus, 12,6% felekezeten kívüli (42,8% nem válaszolt).

## Nevezetességei

### Történelmi emlékek, szakrális művészet, egyéb nevezetességek

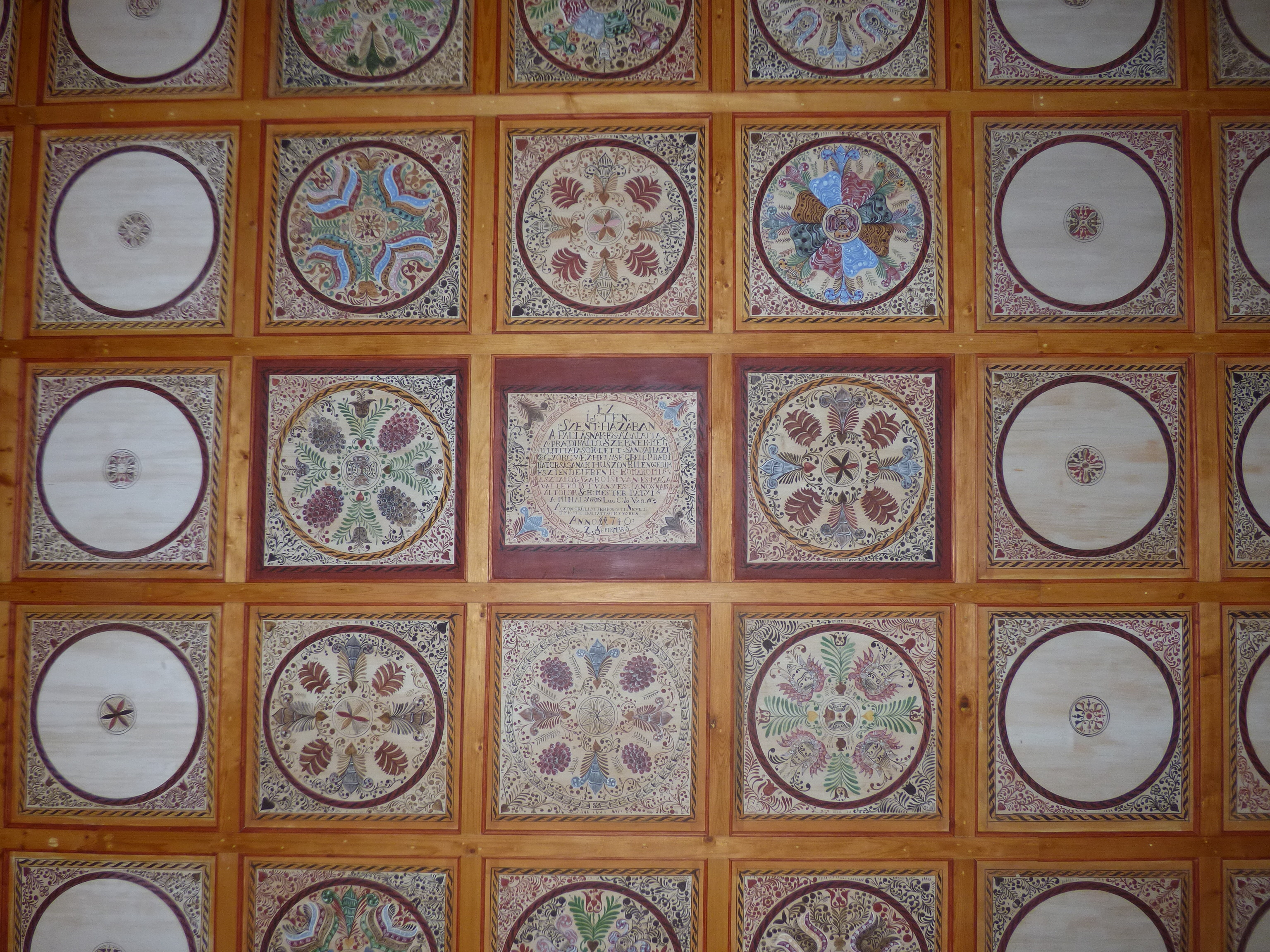
A templom fakazettás mennyezetének részlete (a templomban ma az eredeti kazetták másolatai láthatók)

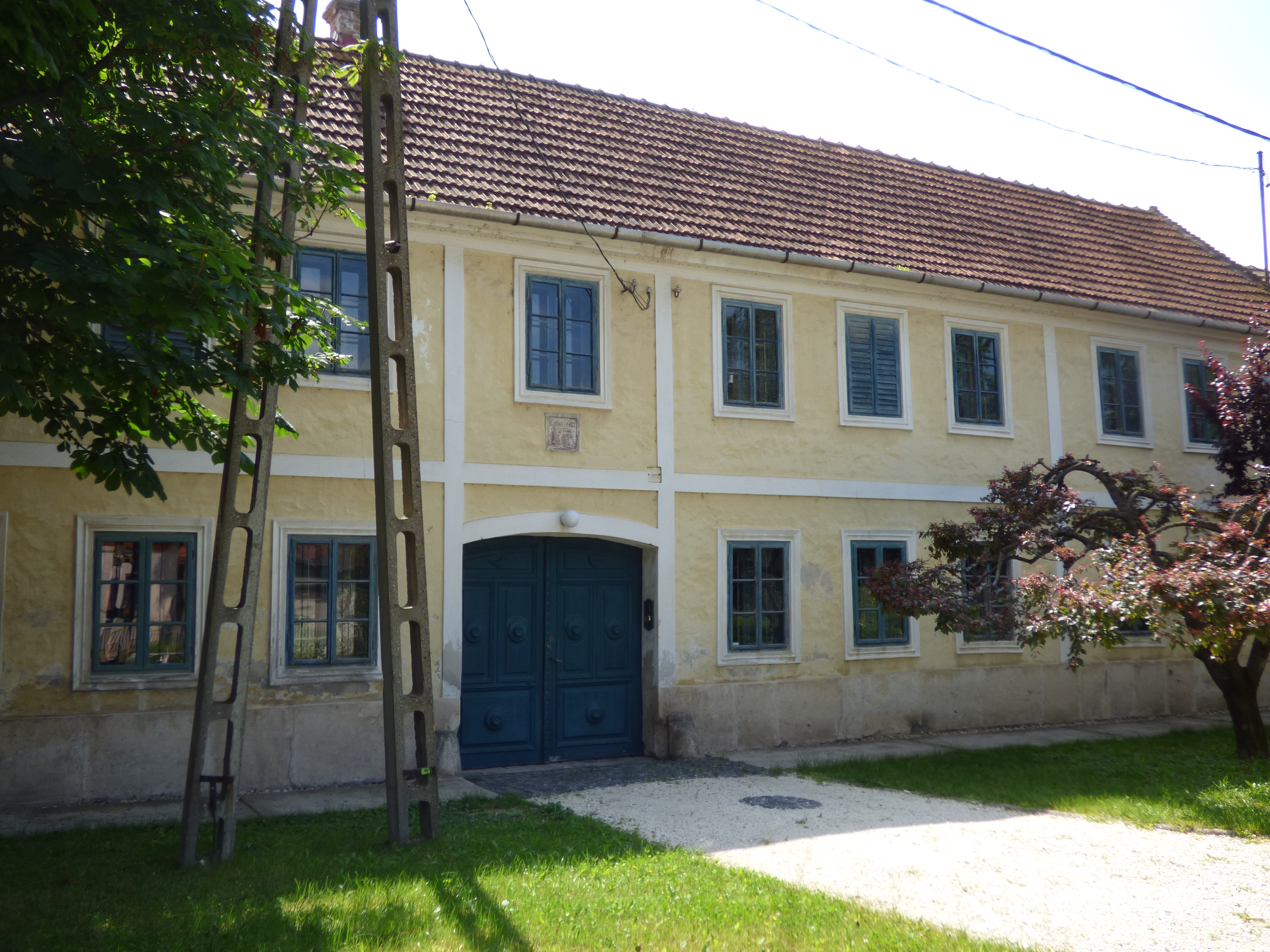
Régi polgárház a falu központjában (Plettler-ház)

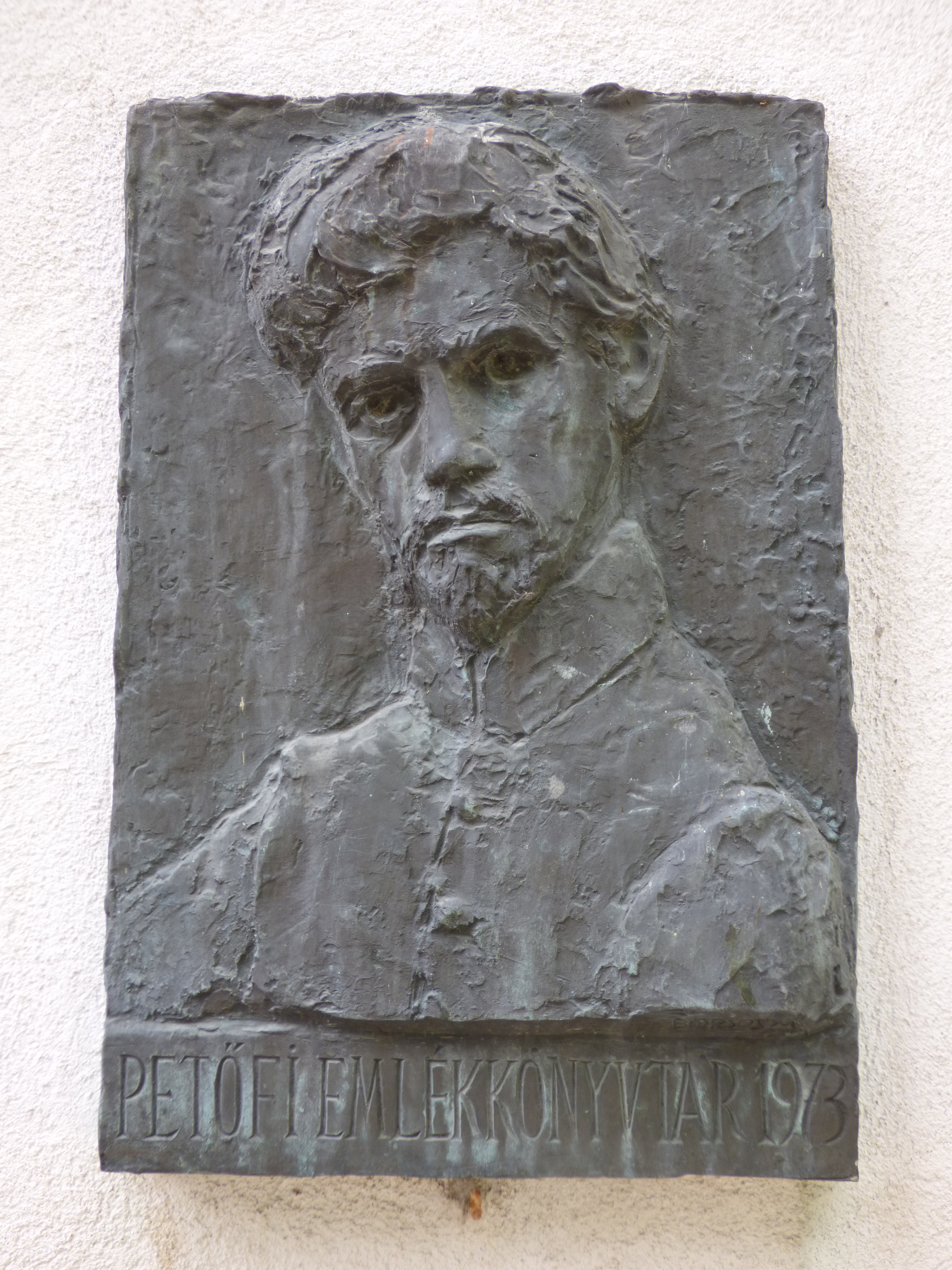
Petőfi-emléktábla

- Református temploma barokk stílusban épült 1784-ben. A középkori alapokra épült templom sokszög alakú kőfallal körülkerített dombra épült, bejáratához mellvédes lépcsőn jutunk fel. Tornya 1802-ben a templom befejezése után épült, majd 1863-ban romantikus stílusban bővítették ki. Vörösmárvány úrasztala 1852-ben készült. 1740-ben készült díszes, kazettás famennyezetét a 19-20. század fordulóján lebontották és a budapesti Iparművészeti Múzeumba szállították, ahol nagyobb részük megsemmisült; 2010 óta azonban az épségben megmaradt 15 kazetta eredetivel egyező (Mészáros Ágnes festőművész és Mészáros Gábor által készített) másolatai ismét a templom mennyezetén láthatók. [Érdeklődők számára fontos információ lehet, hogy a templomnak nincs nyitvatartási ideje a miserenden kívül, illetve arra sincs lehetőség, hogy az arra járó turisták vagy turistacsoportok a számukra megfelelő érkezési időpontban felkeressék a templomot; a belső tér látnivalói csak az istentiszteletek előtt, alatt vagy az azokat követő rövid időszakban látogathatók.]
- XII. századi eredetű, román stílusú templomromja, a település központjától mintegy másfél kilométerre keletre található; a helyenként még 5-6 méter magasan álló, romos falak valószínűleg a hajdan itt állt plébániatemplom maradványai.
- I. világháborús hősi emléktábla (Medgyessy Ferenc, 1935) a művelődési ház (Kútvölgy tér 15.) falán.
- II. világháborús emlékmű (Melocco Miklós, 1990) a Kútvölgy téren.
- Petőfi Sándor domborműve (Borsos Miklós, 1970) a művelődési ház falán.
- Református temetője népművészeti értéket képviselő, 19. századi sírkövekkel, a Perbál felé vezető úton fekszik.
- A lakosság csekély hányadát kitevő katolikus népesség egykori temetője a zsámbéki határút mellett, félreeső helyen található, kis alapterületű, lényegében felhagyott sírkert, német feliratú nagykeresztjét az 1870-es években emelték.

### Múzeumok, kiállítóhelyek, galériák
- Pajta Galéria (Kossuth Lajos utca 16.)
- Helytörténeti Gyűjtemény

### Egyéb épületek, kastélyok, házak
- A Pettler-ház műemlék épülete (Kútvölgy tér 5.)
- Művelődési ház (Kútvölgy tér 15.)
- Népi lakóházak a község több pontján
- Kőboltozatú présházas, 100-200 éves lyukpincék az egykori járványkórház környékén, a szőlőhegyi védett pincesoron és az Aligváromban

### Természeti értékek
- Nyakas-tető: védett geológiai, botanikai és zoológiai értékekkel
- Anyácsai-tó: hidrológiai, botanikai, zoológiai és ökológiai érték
- Rossztó: római kori és középkori gátak maradványaival
- Kútvölgy: forrás természetes környezetben a település közepén[7]

## Közélete

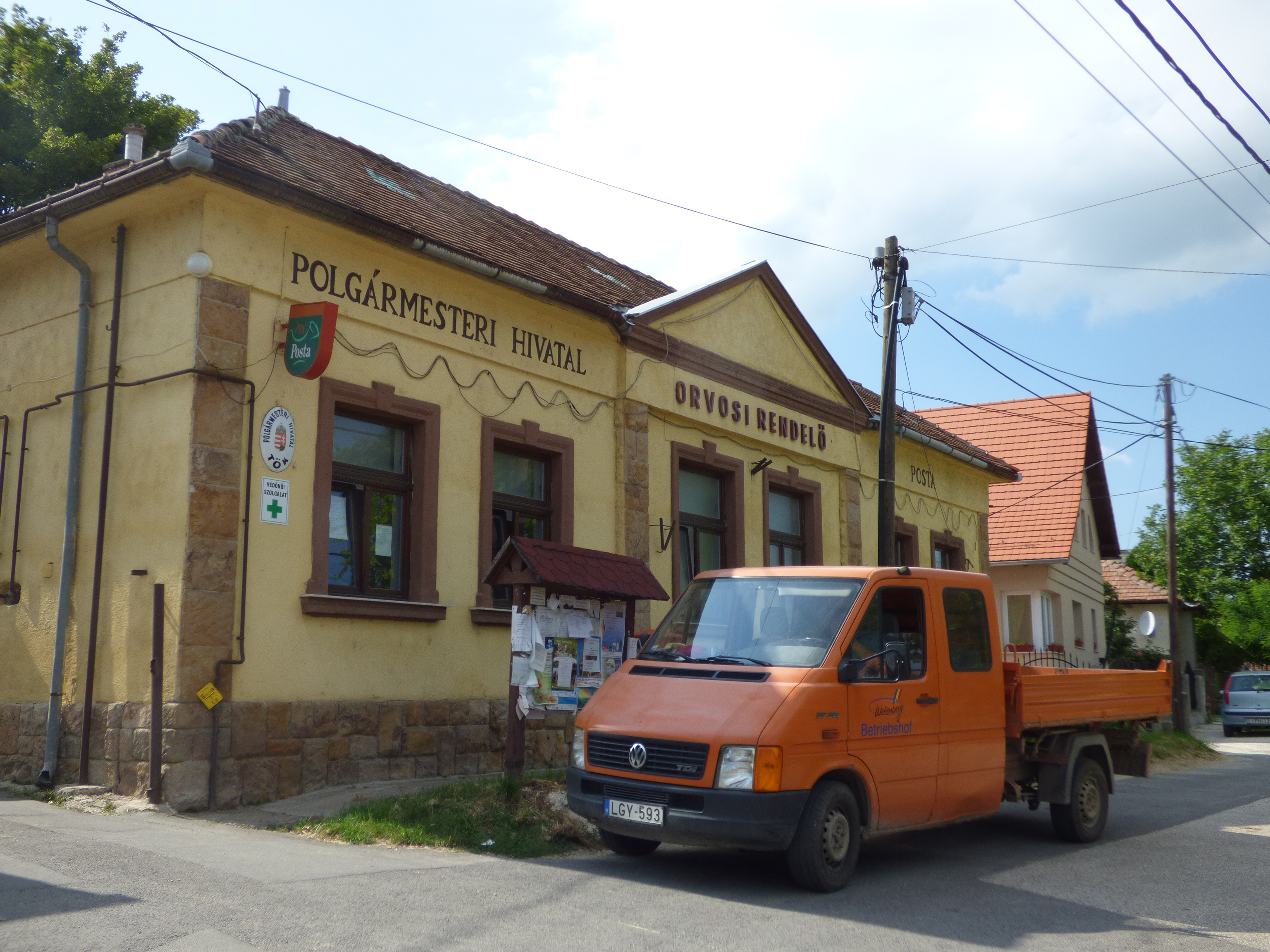
A polgármesteri hivatal, orvosi rendelő, védőnői szolgálat és postahivatal épületegyüttesének utcai homlokzata

A magyarországi rendszerváltás előtti évtizedekben Tök község nem rendelkezett önálló tanácsi hivatallal, a település közigazgatási ügyeinek ellátása Zsámbék–Tök Közös Tanácsának feladata volt. [Tök részint ennek köszönheti németországi testvérközségi kapcsolatát, hiszen miután a zsámbékiak az 1980-as évek végén partnerkapcsolati megállapodást kötöttek azzal a Wettenberg településsel, ahova 1946-ban a kitelepített zsámbéki svábokat telepítették, pár évvel később a tökiek saját testvértelepülési szerződéssel is kapcsolódtak a megállapodáshoz.]
1997-től a település polgármestere Baksa László volt, aki az 1998-as önkormányzati választáson megerősítette pozícióját, a Magyar Igazság és Élet Pártja jelöltjeként, az egyetlen ellenjelölttel, a független ifj. Balogh Kálmánnal szemben. Baksa 1999 elején, akkori alpolgármesterével közel egy időben lemondott, így a helyét az 1999 tavaszán lefolytatott időközi választás eredményeként Balogh Kálmán foglalhatta el. A 2002-es önkormányzati választáson mégis ismét Baksa nyerte el a polgármesteri címet, csakúgy, mint 2006-ban [ez utóbbi választáskor a MIÉP olyan jelöltjeként, akinek az indulását a Fidesz-KDNP koalíciója is támogatta.
2010-től 2019-ig a település polgármestere a független jelöltként induló Balogh Kálmán volt, aki a 2014-es választáson is megerősítette pozícióját, ugyancsak függetlenként. A 2019-es év ismét személyi váltást hozott a poszton, azóta a község polgármestere Bősze András.

### Polgármesterei
- 1990–1994: Hermán István (FKgP)[11]
- 1994–1997: Baksa László (független)[12]
- 1997–1998: Baksa László (független)
- 1998–1999: Baksa László (MIÉP)[13]
- 1999–2002: Ifj. Balogh Kálmán (független)[14]
- 2002–2006: Baksa László (MIÉP)[15]
- 2006–2010: Baksa László (MIÉP)[16]
- 2010–2014: Balogh Kálmán (független)[8]
- 2014–2019: Balogh Kálmán (független)[9]
- 2019–2024: Bősze András (független)[10]
- 2024– : Csákvári Rita (független)[1]

A településen 1999. május 9-én időközi polgármester-választást tartottak, melynek oka egyelőre tisztázásra vár, de az előző polgármester nem indult el rajta.

## Testvértelepülések
- Wettenberg (Németország) – 1996-1997[17]

A partnerkapcsolat előzménye, hogy Zsámbék és Tök Közös Tanácsa még az 1980-as években partnerkapcsolatot kötött a németországi településsel, mert az 1946-ban kitelepített zsámbéki svábok jelentős részét oda telepítették le. A kapcsolathoz a rendszerváltással önálló településsé vált Tök 1996-ban saját jogon is csatlakozott, egy testvérközségi megállapodás németországi aláírásával, majd a megállapodást a következő évben, 1997. július 9-én Magyarországon is aláírták.
- Horgos (Szerbia) – 2015[19]

## Kiadványok

### Helyi média
Tök község helyi lapja a Töki Hírek, amely 1997 februárjában jelent meg először, önkormányzati kiadványként, felelős kiadója azóta folyamatosan a mindenkori hivatalban lévő polgármester volt. Az alapításkori szándék szerint kéthavi megjelenésű periodika lett volna, de eddig még egyetlen évben sem jelent meg négynél több lapszáma, és akadt olyan esztendő, amikor csupán egy vagy két szám jelent meg belőle, az év utolsó hónapjaiban. Eleinte az újság 4 oldalas terjedelmű kiadvány volt, 2004-től már többnyire 8 oldalasak voltak a lapszámok. A 2015-16 téli lapszámtól kezdve 16 oldalon vagy annál is nagyobb terjedelemben számol be a település híreiről.
A helyi könyvtárban elérhető lapszámok többségének szerkesztője Tamássy Teréz volt, az ő neve kisebb-nagyobb megszakításoktól eltekintve az 1997-es első évfolyamtól a 2007-es XI. évfolyamig fel-felbukkan a lap impresszumában; ez időszak alatt más szerkesztő nincs nevesítve egyik hozzáférhető számban sem. Amelyik lapszámban ezen időszak alatt nem ő szerepel szerkesztőként, annak a számnak az impresszuma hiányosan, szerkesztő megjelölése nélkül jelent meg, vagy pedig szerkesztőként és a lap kivitelezőjeként is egy gazdasági társaság neve lett benne feltüntetve. A 2008-2011 között megjelent lapszámoknál szerkesztőt nem tüntettek fel az impresszumban [ha egyáltalán volt impresszum], a kiadó önkormányzat megnevezésén és a felelős kiadó személyén felül egyedül a nyomdai előkészítést végző Rezessy Szabolcs neve szerepelt ezen lapszámok impresszumában.
A 2011. évi első, januári és a 2015-16 téli lapszámok között egyetlen lapszám sem található meg a helyi könyvtár archívumában, így elképzelhető, hogy ez idő alatt végig szünetelt a lap megjelenése, ez azonban még tisztázást igényel. A 2015-16 téli és 2016 tavaszi lapszámokat Pataki Ildikó szerkesztette, e két lapszám már 16 oldalas terjedelemben, és teljes terjedelmében színes kivitelben készült el. 2016 nyarától 2019 őszéig a lap szerkesztője Hegedűs András volt, ez idő alatt a lap negyedévente jelent meg, minden negyedév utolsó hetében, és a terjedelme mindvégig 20 oldal volt, kivéve egy +4 (24) és egy -4 (16) oldalas lapszámot.

### Helytörténeti kiadványok a településről
- Betfia László: Tök község földrajza, Közlemények a debreceni Tisza István Tudományegyetem Földrajzi Intézetéből, 1940.
- Kecskeméti Károly: Tök község parasztsága az Urbáriumtól az úrbéri per végéig, 1770–1879., Petőfi Emlékkönyvtár és Művelődési Ház, Tök, 2009.
- Czene Attila (szerk.): Történelmi forrásgyűjtemény Tök község (Pest megye) levéltári forrásaiból 1848-ig. Tök, 2015.
- Kemény Attila: A társas élet szokásai a töki szőlőhegyen. Töki Helytörténeti Füzetek 2., 2015.
- Böhm András (szerk.): A Nyakas-tető természeti képe. Töki Helytörténeti Füzetek 3., 2015.
- Ónodi Szabó István: Tárgyi emlékek Tök múltjából, Függeléke: Kemény Attila: A töki templom festett famennyezete.  Töki Helytörténeti Füzetek 4., 2015.
- Czene Attila (szerk.): Így emlékszem. Szabó Lajosné Vecsei Margit, Sütő Istvánné Nagy Irén és Farkasdi István mesélnek a múltról. Töki Helytörténeti Füzetek 5., 2015.
- Kemény Attila: Tök község kulturális és természeti értékei. 2015.
- Schwarcz Gyula: Tök turisztikai térképe. 2015.
- Bereczky Zoltán (szerk.): Töki református templom mennyezetkazettáinak színezője. Kortárs Képzőművészetért 2004 Alapítvány, keltezés nélkül.

## Híres szülöttei, lakosai
- Itt született és itt is hunyt el B. Ványi Gábor gazdálkodó, országgyűlési képviselő
- Itt született Poprády Géza (1940– ) könyvtáros, az Országos Széchényi Könyvtár vezetője 1993 és 1999 között.
- Itt él Tarr Béla (1955– ) filmrendező.

## Érdekességek
- 1922-ben a településen is gyűjtött népdalokat a Zsámbéki-medencét érintő népdalgyűjtő körútja során Kodály Zoltán.[20]
- Itt forgatták A fantasztikus nagynéni című játékfilm több jelenetét; a filmben felismerhető az egykori Egyetértés MGTSZ bejárata, a Patkó Csárda és a környező műemléki pincék egy része is.
- Részben itt forgatták 2012-ben a Hőskeresők című magyar filmszatíra jeleneteit.[21]

## Galéria

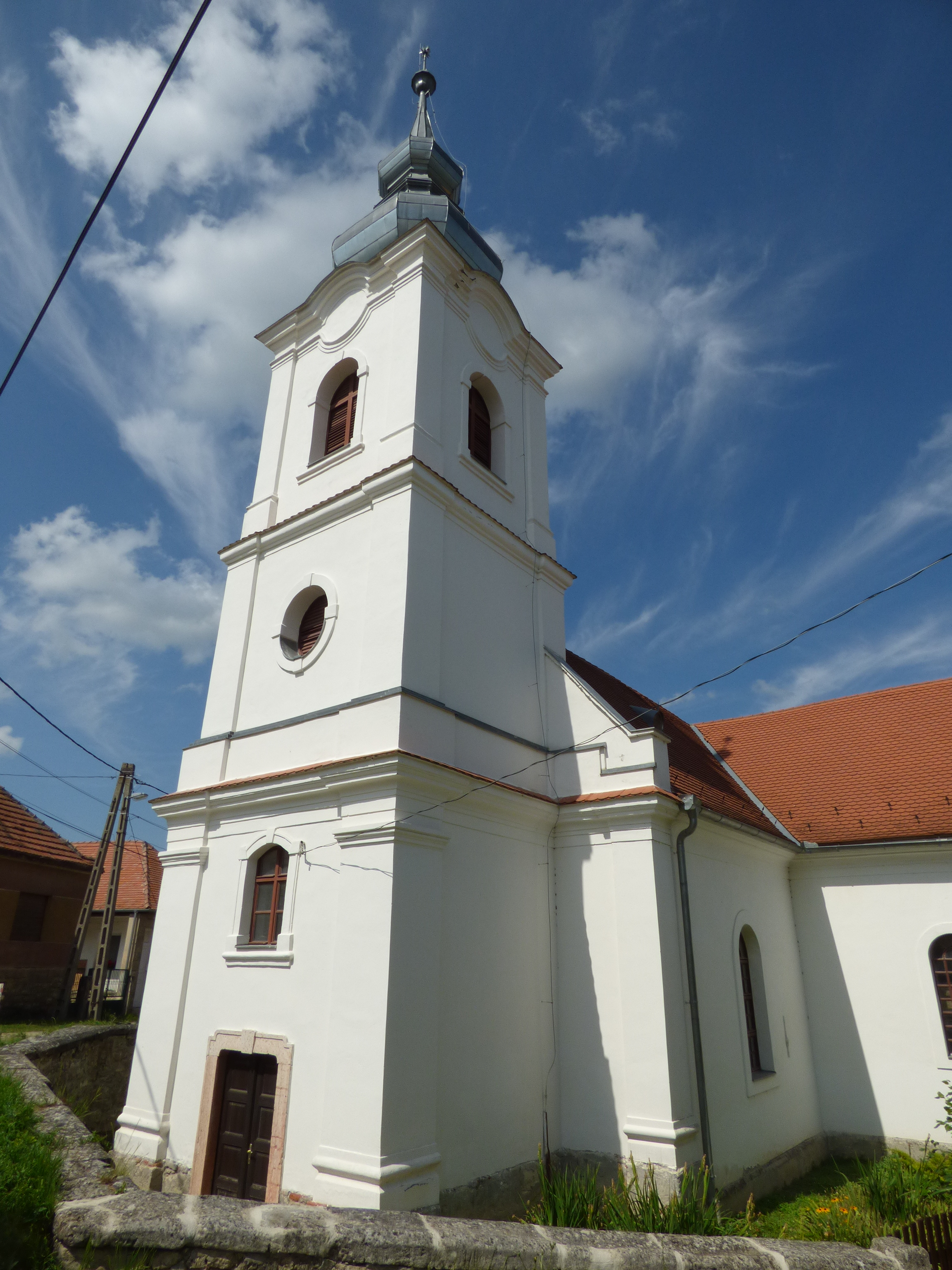
A református templom
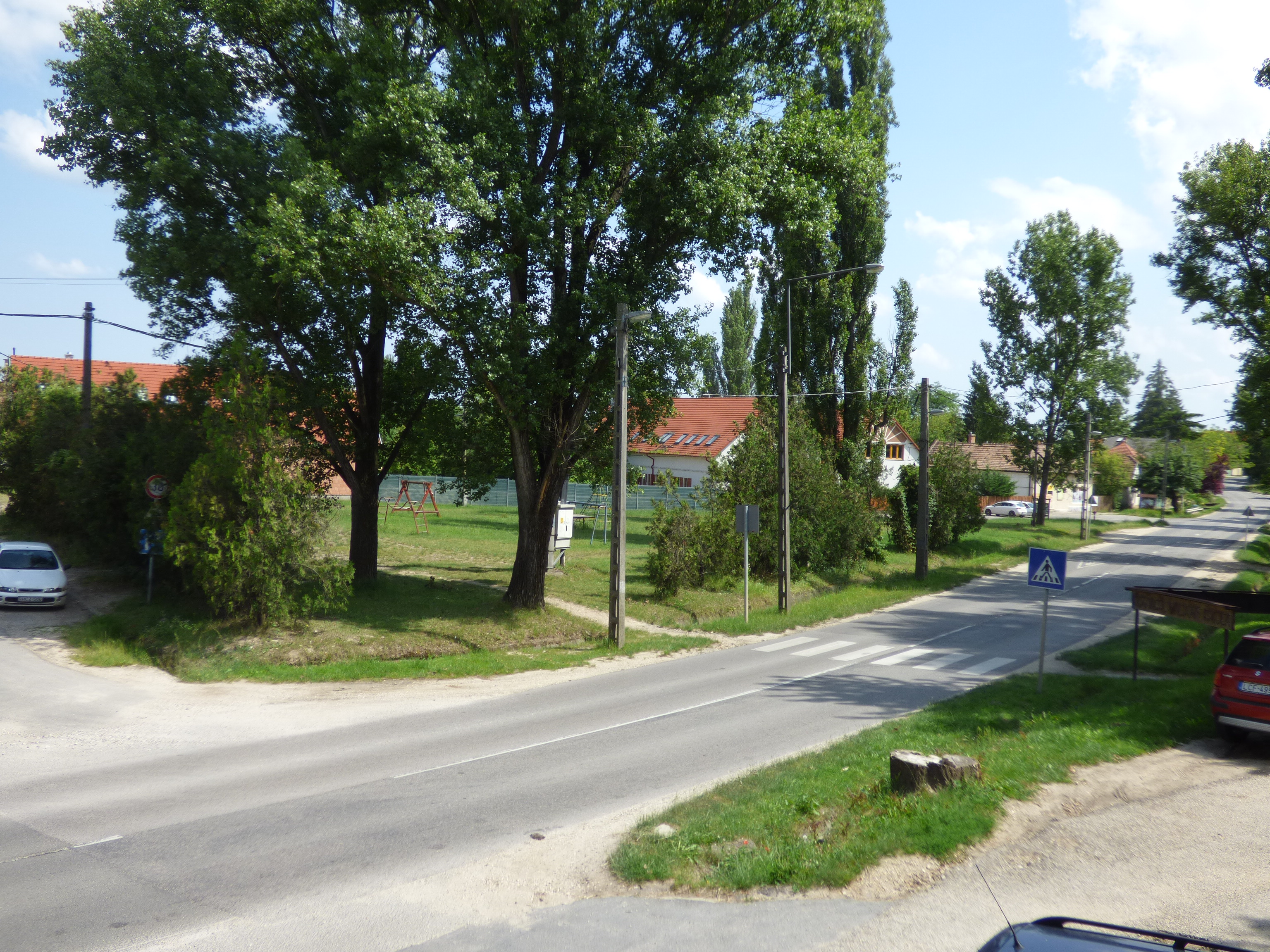
Utcarészlet
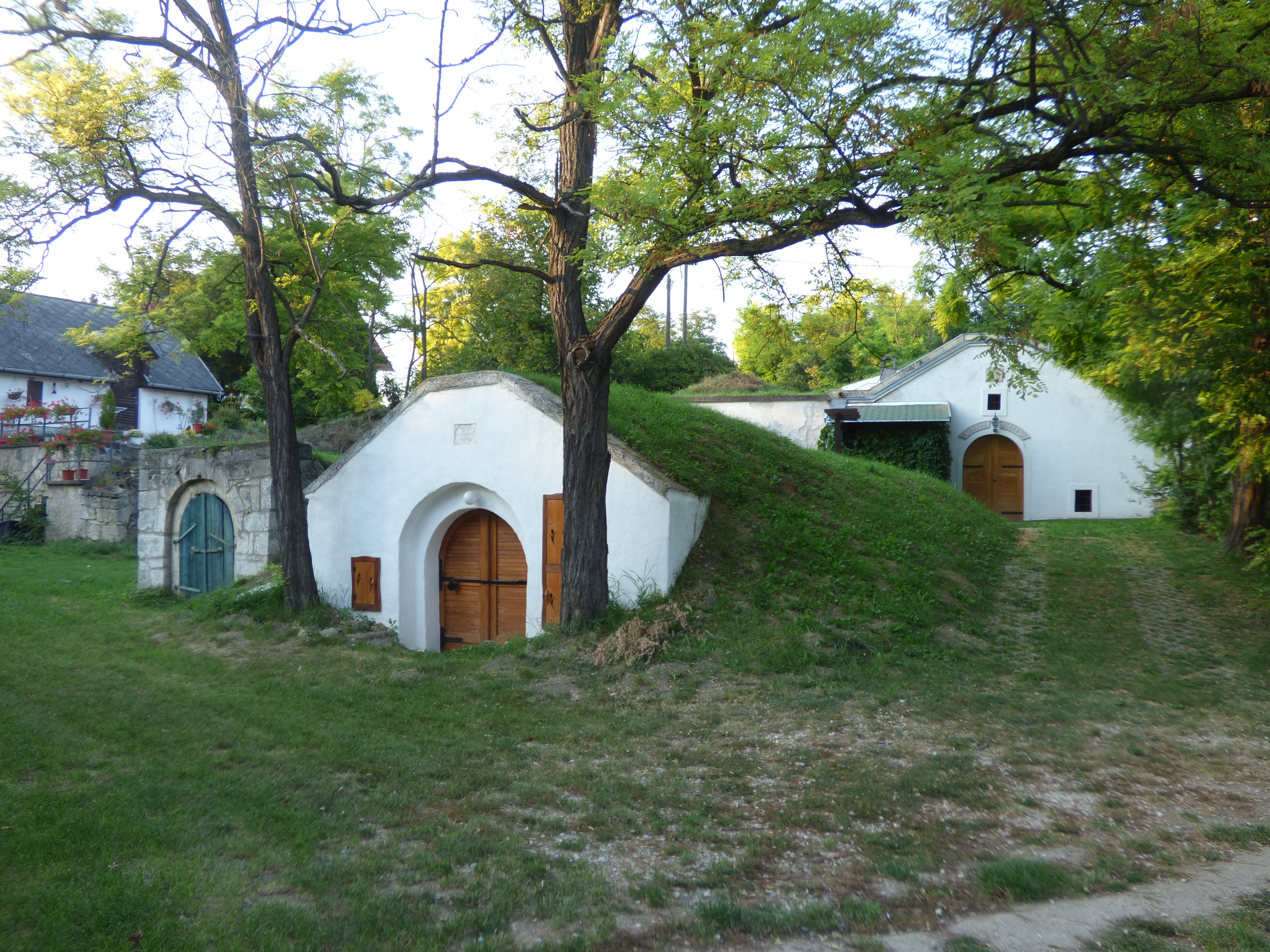
A töki pincefalu egy részlete
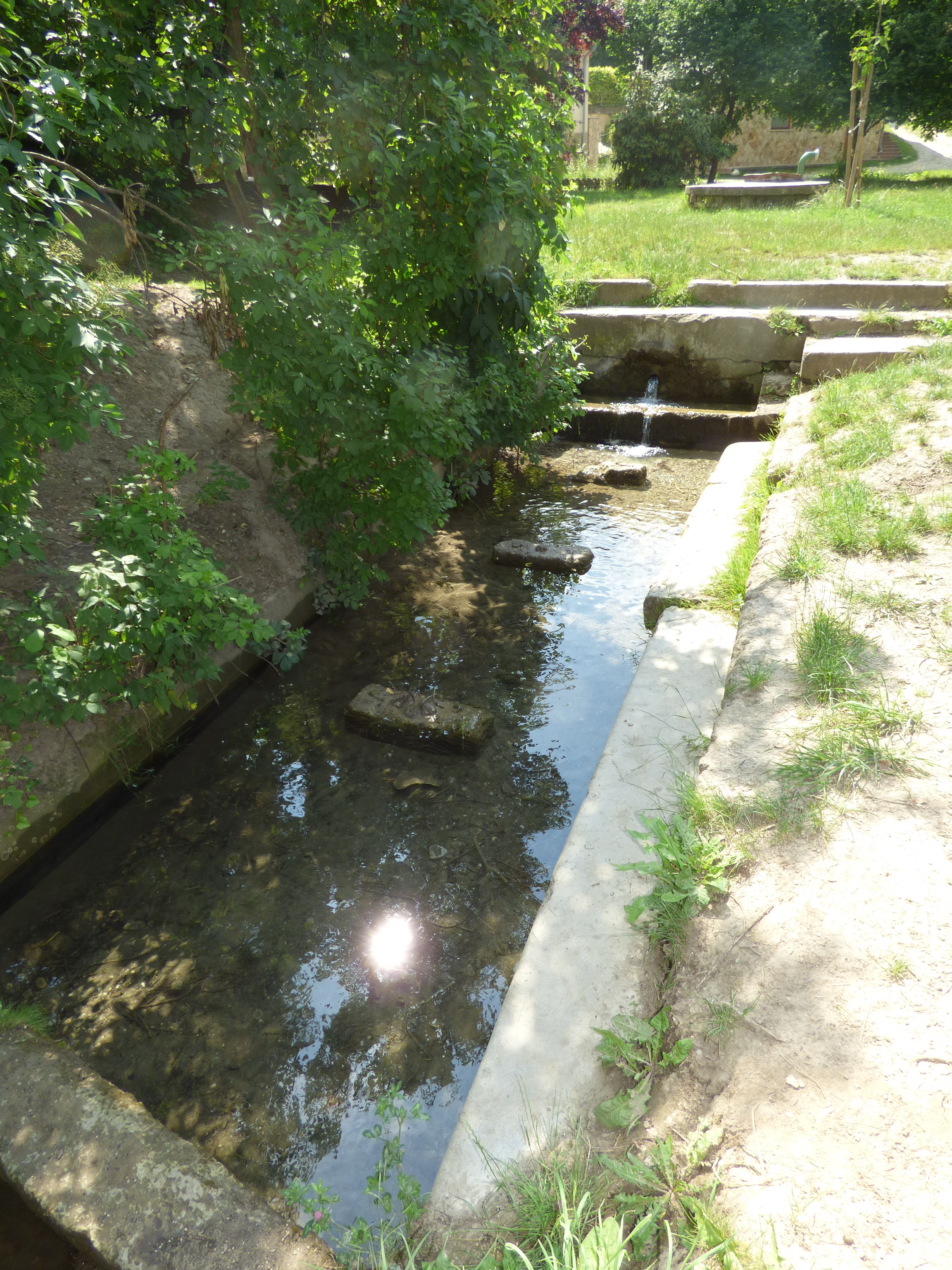
A Zsámbék és Tök közös beruházásában 1960-1963 közt megvalósult töki törpe vízmű részlete
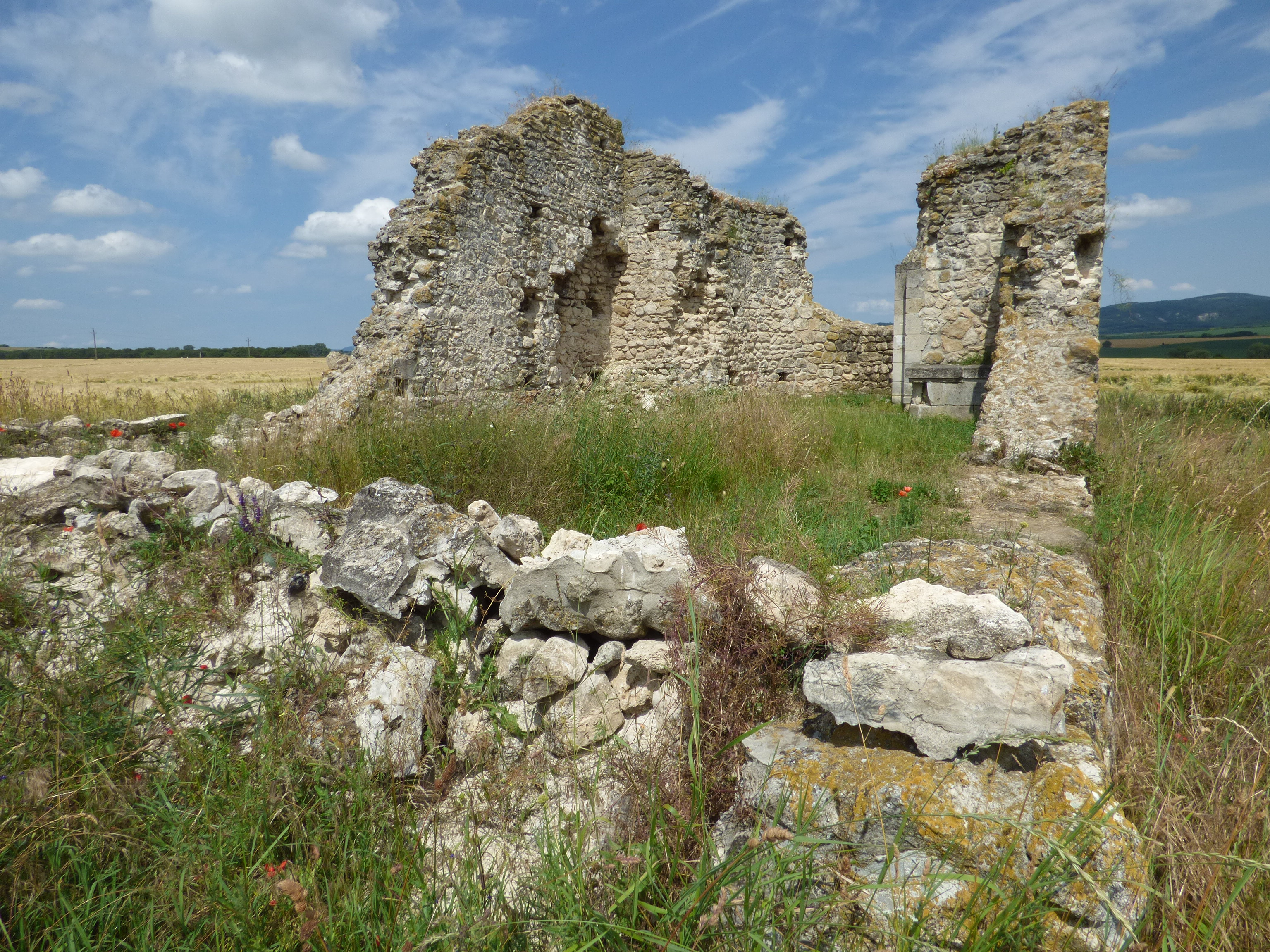
A templomrom dél felől
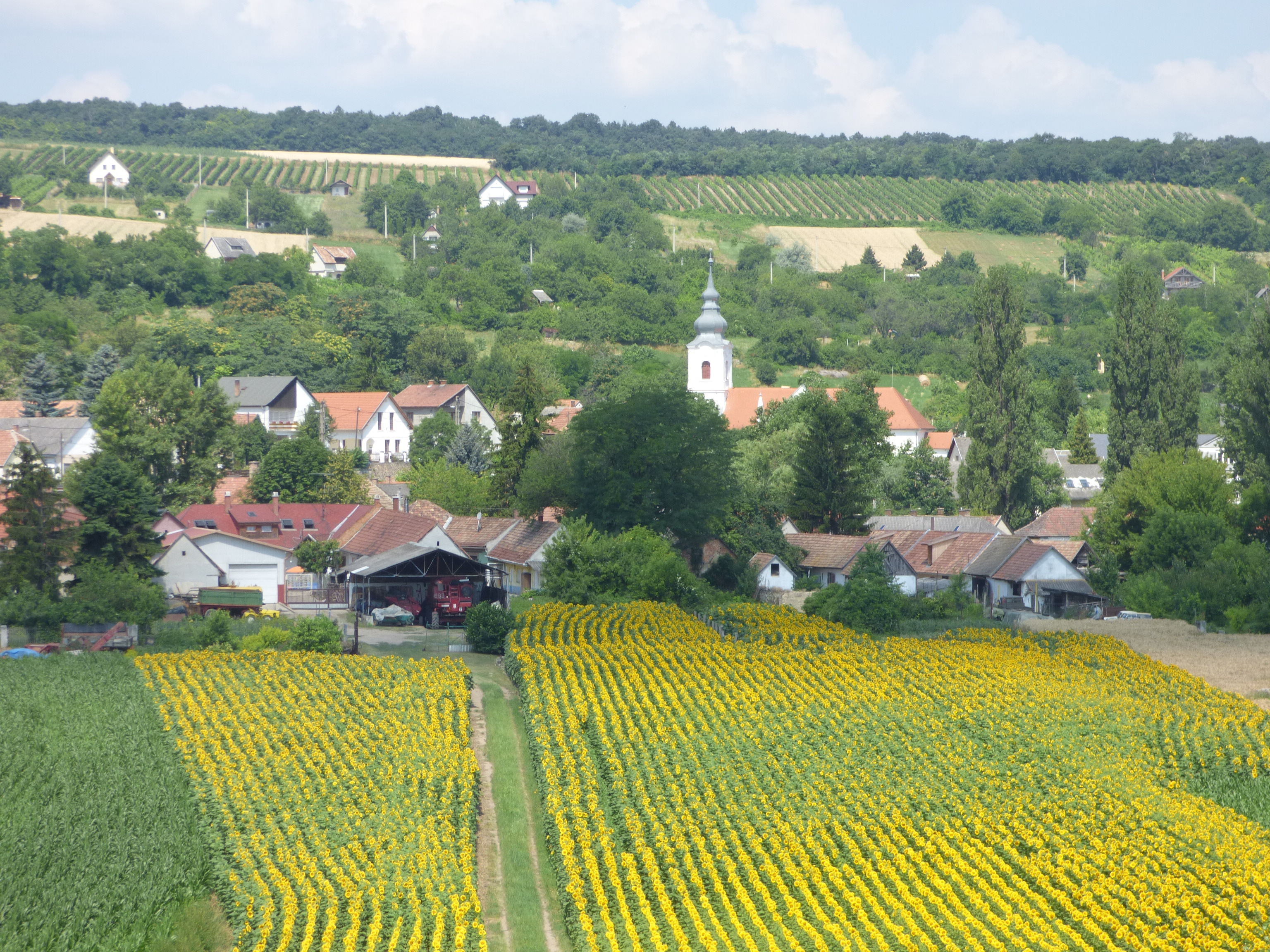
Tök faluközpontja a magasból

Tök településről készült kisfilm. Kirándulás a híres pincesornál -Tök